# Гиймен, Роже
Роже Шарль Луи Гиймен (фр. Roger Charles Louis Guillemin; 11 января 1924, Дижон, Франция — 21 февраля 2024, Сан-Диего, США) — американский учёный-эндокринолог французского происхождения. Лауреат Нобелевской премии по физиологии и медицине (1977), которую разделил с Эндрю Шалли.
Член Национальной академии наук США (1974).

## Биография
Oкончил университет Бургундии, затем получил медицинскую степень в университете Лиона в 1949 году. После этого он учился в докторaнтуре в университете Монреаля, где работал под руководством Ганса Селье в Институте экспериментальной медицины и хирургии. Там же он защитил диссертацию на доктора философии в 1953 году. После защиты диссертации Гиймен получил позицию в Бэйлоровском медицинском колледже (Хьюстон), а с 1970 года до пенсии в 1989 году работал в Сан-Диего.

## Награды и признание
- 1974 — Международная премия Гайрднера, «For outstanding work on the identification, synthesis and clinical application of hypothalamic releasing hormones»[5]
- 1975 — Премия Альберта Ласкера за фундаментальные медицинские исследования, «For expanding our knowledge of the interplay between the hypothalamus and the endocrine system»[6]
- 1976 — Национальная научная медаль США, «For demonstrating the presence of a new class of hormones, made in the brain, that regulate the function of the pituitary gland, thereby making possible improved diagnosis and treatment of numerous endocrine disorders»[5][7]
- 1976 — Passano Award[англ.]
- 1977 — Премия Диксона
- 1977 — Нобелевская премия по физиологии и медицине, «За открытия, связанные с секрецией пептидных гормонов мозга.»
- 1984 — Офицер ордена Почётного легиона
- 2015 — Командор ордена Почётного легиона

## Общественная деятельность
В 1992 году подписал «Предупреждение человечеству».
В 2016 году подписал письмо с призывом к Greenpeace, Организации Объединенных Наций и правительствам всего мира прекратить борьбу с генетически модифицированными организмами (ГМО) .